# 豪达奶酪
豪达奶酪（荷蘭語：Goudse kaas，[ˈɣʌu̯t.sə ˈkaːs]），又译高达奶酪，是一种淡黄色干酪，脂肪含量在48%以上。该种奶酪最初来自荷兰城市豪达，现在指以同种方式生产的数种奶酪。

## 名称

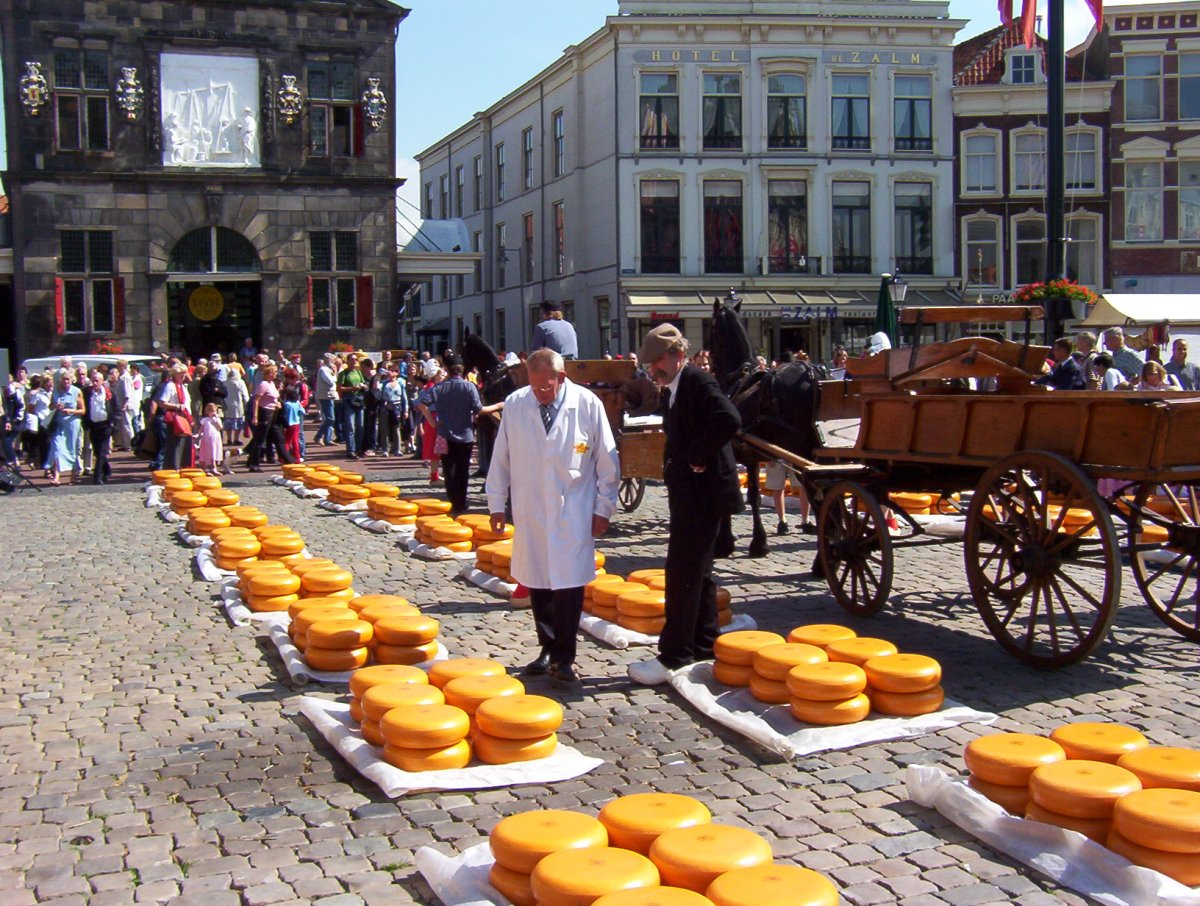
豪达市中心奶酪市场上的豪达奶酪

豪达奶酪原產自荷蘭南荷蘭省豪达市东南的哈斯特雷赫特和斯托尔韦克两地，因豪达的奶酪交易市场而得名。由于没有采取产地名保护，现在还有其他地方生产名为“Gouda”的奶酪。荷兰每年出口40多万吨的奶酪，其中大约60%来源于豪达。

## 制作
每制作1公斤豪达奶酪需要10升鲜牛奶。牛奶经杀菌后添加乳酸菌作发酵剂。搅拌后，添加一种凝乳酶。约半小时后，牛奶就分成凝乳和乳清两部分。去除乳清，把凝乳倒入模具中成型，然后在盐水溶液里浸泡一段时间，以改善口味并增加其稳定性。之后，奶酪被存放在有固定温度和湿度的房间里等待“成熟”。
根据成熟期的不同，豪达奶酪分为鲜豪达（4～8周）、中豪达（2～6个月）和硬豪达（6～8个月）。成熟期超过一年的豪达被称为超硬豪达。
- 凝乳
- 造型
- 浸泡
- 成熟
- 储藏

## 特点
豪达奶酪的外观為扁平輪狀，成熟期短的奶酪外殼較薄呈黃色，奶酪肉為淡黃色，外殼會隨成熟期變厚。鲜豪达比较软，有奶油的香，口味较温和。硬豪达则气味浓烈。

## 延伸阅读
- Judy Ridgway (1999). The Cheese Companion. London: Quintet Publishing Ltd.
- 视频 Teuer oder billig: Gouda（德文）